# دييغو كاتانيو
دييغو كاتانيو (بالإسبانية: Diego Cataño)‏ (مواليد 5 يوليو 1990)، هو ممثل مكسيكي ولد في كويرنافاكا، موريلوس، عُرف من خلال أعماله في أفلام، (Lake Tahoe) عام 2008، (Duck Season) عام 2004، (Savages) عام 2012، (I Hate Love) عام 2012، (Year of the Nail) عام 2007.